# Jules Trinité
Jules Cyrus Angelle Trinité (Saint-Quentin-des-Isles, Eure, 22 de desembre de 1856 – Azay-le-Rideau, Indre-et-Loire, 17 de desembre de 1921) va ser un tirador francès. Va prendre part en els Jocs Olímpics d'Estiu de 1900 de París, on guanyà una medalla de plata en la prova de pistola militar per equips. En la prova Individual fou desè.